# Konstytucje zakonne

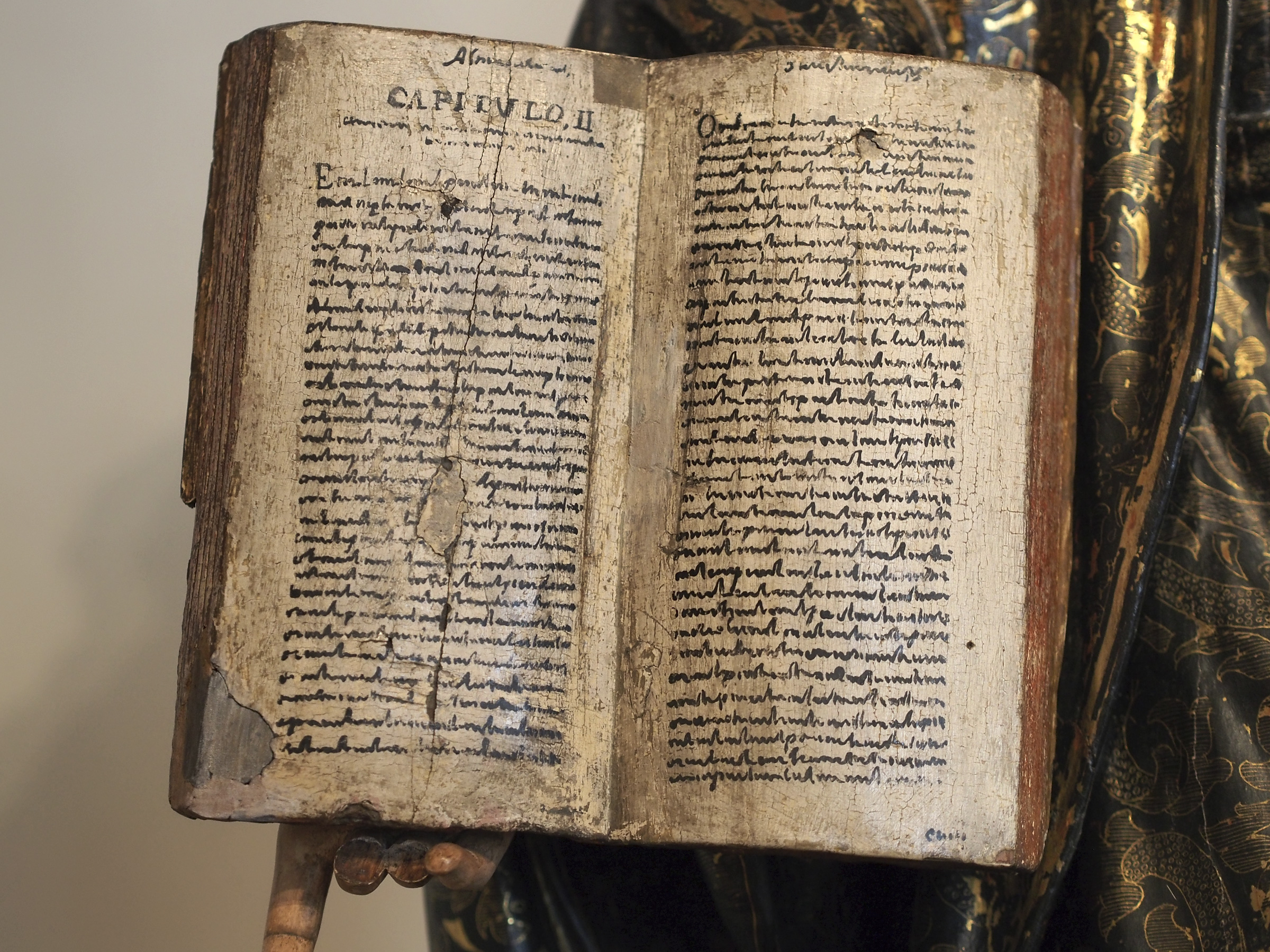
Konstytucje Towarzystwa Jezusowego na fragmencie rzeźby św. Ignacego Loyoli Pedro Roldána (1624-1699). Narodowe Muzeum Rzeźby w Valladolid.

Konstytucje zakonne – prawne, wewnętrzne uregulowanie współczesnego życia zakonnego w Kościele katolickim, na wzór reguł monastycznych. Prawo fundamentalne pierwszych zakonów w Kościele
katolickim określane było słowem "reguła" do XIII wieku, kiedy to wobec powstawania dużej liczby zakonów Sobór laterański IV (1215) Konstytucją 13 zakazuje tworzenia nowych zakonów, „Aby zbytnia rozmaitość zakonów nie wywołała
w Kościele Bożym wielkiego zamieszania, stanowczo zakazujemy wymyślania w przyszłości nowych”, a także: „Ktokolwiek będzie chciał wstąpić do zakonu, niech wybierze jeden z już zatwierdzonych. Podobnie, chcący ufundować nowy dom zakonny, niech
regułę i porządek przyjmie od zakonów już zatwierdzonych”.
Współczesne konstytucje zakonne są kontynuacją reguł monastycznych. Konstytucje stały się podstawowym kodeksem prawa własnego nowo powstających wspólnot zakonnych, natomiast termin „reguły”, stosowany w liczbie mnogiej, oznaczał teraz – inaczej niż w dawnym monastycyzmie – zbiór norm drugorzędnych prawa własnego wspólnoty (np. reguły dla mistrzyni nowicjatu, dla przełożonej czy dla radnych). Wspomniane zgromadzenia umieszczały na początku zbiorów prawa własnego dawną regułę, następnie konstytucje, a na końcu statuty–regulaminy–reguły (w liczbie mnogiej), które uściślały konstytucje.